# Asella van Rome
Asella  (Rome, 334 - ca. 405) zou een Romeinse geestelijke en maagd geweest zijn.

## Biografie
Volgens de legende werd zij op reeds haar tiende non en toen zij twaalf jaar was verhuisde zij naar een cel in Rome, waar zij de rest van haar leven verbleef. Van daaruit leidde zij een groep gelijkgezinde vrouwen. Zij verliet haar cel alleen om de mis bij te wonen en om de graven van de martelaren te bezoeken. Zij kreeg er ook bezoek van Palladius van Galatië, bisschop van Helenopolis in Bithynië. Asella was een van de toegewijde volgelingen van de kerkvader Hiëronymus, die haar bij zijn vertrek uit Rome een brief schreef, waarin hij haar vroeg aan hem te denken en te bidden dat zijn reis voorspoedig zou verlopen. Haar levensgeschiedenis werd genoteerd door dezelfde Hiëronymus, die haar een 'bloem van de Heer' noemde.
Haar naam, "asella", is Latijn voor "ezeltje". Als voornaam verwijst deze naam naar geduld en arbeidzaamheid, wat verband houdt met de gehoorzaamheid van de ezel.
De relieken van de Heilige Asella worden vereerd in een wassen schrijn, dat bewaard wordt in de kerk van San Siro e San Sepolcro, in de parochie van Sint-Abundius te Cremona. Haar feestdag is op 6 december.